# Torsten Wedhorn
Torsten Wedhorn (Münster, 1970) é um matemático alemão, que trabalha com geometria algébrica.

## Formação e carreira
Wedhorn estudou matemática na Universidade de Münster, onde obteve o diploma em 1994. Esteve depois na Universidade de Wuppertal e na Universidade de Colônia, onde obteve um doutorado em 1998, orientado por Michael Rapoport, com a tese Ordinariness in good reductions of Shimura Varieties of PEL Type. No pós-doutorado esteve no Instituto de Tecnologia de Massachusetts. Em 2000 foi wissenschaftlicher Assistent in Colônia e em 2003 na Universidade de Bonn, onde obteve a habilitação em 2005. Em 2006 foi professor na Universidade de Paderborn. É desde março de 2016 professor na Universidade Técnica de Darmstadt.

## Obras
- com Ulrich Görtz: Algebraic Geometry, Band 1 (Schemes), Vieweg/Teubner 2010
- The local Langlands correspondence for GL(n) over p-adic fields, in Lothar Göttsche, Günter Harder, M. S. Raghunathan (Eds.) School on Automorphic Forms on GL(n), ICTP Lect. Notes 21, ICTP, Triest, 2008, p. 237–320
- Ordinariness in good reductions of Shimura varieties of PEL-type. Ann. Sci. École Norm. Sup. (4) 32 (1999), no. 5, 575–618.
- com Inken Vollaard: The supersingular locus of the Shimura variety of GU(1,n−1) II. Invent. Math. 184 (2011), no. 3, 591–627.
- com Eva Viehmann: Ekedahl-Oort and Newton strata for Shimura varieties of PEL type. Math. Ann. 356 (2013), no. 4, 1493–1550. Arxiv